# Porziano
Porziano è una frazione del comune di Assisi e si trova a 9,7 km. dalla città di san Francesco.

## Storia
La frazione di Porziano si trova in una zona che vanta degli insediamenti risalenti ai tempi dei romani e il suo nome deriverebbe dal dio Giano.

## Architetture
Nella frazione si trova un castello del quale non si conosce il costruttore né la data in cui venne costruito, ma di esso si fa menzione in un documento del 1160. Vi è inoltre l'Osservatorio Astronomico del Gruppo Astrofili Monte Subasio